# Sprague Grayden
Sprague Grayden (Manchester (Massachusetts), 21 juli 1980) is een Amerikaans actrice die met name rollen in televisieseries achter haar naam heeft staan. Ze speelde in onder meer John Doe, Joan of Arcadia, Six Feet Under, Jericho, Over There en 24. Graydens voornaam is de meisjesnaam van haar moeder.
Naast het spelen van vaste personages, dook Grayden in verschillende televisieseries op in eenmalige gastrollen. Zo was ze te zien in onder meer Crossing Jordan, One Tree Hill, CSI: Miami, Private Practice en Without a Trace.

## Filmografie
- Paranormal Activity 3 (2011)
- Paranormal Activity 2 (2010)
- Wake (2009)
- The Last Lullaby (2008)
- Mini's First Time (2006)
- Six Months Later (2005)
- Sixteen to Life (2003, televisiefilm)
- Biohazardous (2001)
- Dad (1989)

## Televisieseries
*Exclusief eenmalige gastrollen
- 24 - Olivia Taylor (2009)
- Sons of Anarchy - Donna Lerner (2008, zeven afleveringen)
- Jericho - Heather Lisinski (2006-2008, zeventien afleveringen)
- Weeds - Denise (2007, drie afleveringen)
- Over There - Terry Rider (2005, elf afleveringen)
- Six Feet Under - Anita Miller (2004-2005, twaalf afleveringen)
- Joan of Arcadia - Judith Montgomery (2004-2005, negen afleveringen)
- John Doe - Karen Kawalski (2002-2003, veertien afleveringen)